# I Love Hong Kong 2013
Pour plus de détails, voir Fiche technique et Distribution.
I Love Hong Kong 2013 (2013我愛HK恭囍發財, 2013 Ngo oi Heung Gong: Gung hei fat choi ») est une comédie hongkongaise réalisée par Chung Shu-kai et sortie en 2013 en Asie. C'est le troisième et dernier volet de la trilogie des I Love Hong Kong, après I Love Hong Kong (2011) et I Love Hong Kong 2012. Elle marque le retour de Veronica Yip depuis Hong Kong Showgirls (1996).
Elle totalise 16 894 784 millions HK$ de recettes au box-office.

## Synopsis
La vie des meilleurs amis Sung Chi-hung (Alan Tam) et Ha Shek-lam (Natalis Chan) depuis leur rencontre dans les années 1970 à l'ouverture de leur restaurant.

## Fiche technique
- Titre original : 2013我愛HK恭囍發財
- Titre international : I Love Hong Kong 2013
- Réalisation : Chung Shu-kai
- Scénario : Peter Chik, Kwok Kin-lok, Yan Pak-wing et Chiu Sin-hang
- Photographie : Ko Chiu-lam
- Montage : Wenders Li et Mok Man-ho
- Musique : Tang Chi Wah et Benedict Chong
- Production : Eric Tsang et Peter Chik
- Société de production : Shaw Brothers et Television Broadcasts Limited
- Société de distribution : Intercontinental Film Distributors (HK)
- Pays d'origine :  Hong Kong
- Langue originale : cantonais
- Format : couleur
- Genre : comédie
- Durée : 110 minutes
- Dates de sortie :
  - Singapour : 7 février 2013
  - Hong Kong : 11 février 2013
  - Chine : 4 juin 2013

## Distribution

### Principale
| Acteur              | Rôle                   | Description |
| Alan Tam            | Sung Chi-hung 宋池雄   | propriétaire du salon de thé le mari de Mei Yeung-yeung le meilleur ami de Ha Sek-sam et son rival amoureux Helped by Angel                         |
| Bosco Wong (jeune)  | Sung Chi-hung 宋池雄   | propriétaire du salon de thé le mari de Mei Yeung-yeung le meilleur ami de Ha Sek-sam et son rival amoureux Helped by Angel                         |
| Veronica Yip        | Mei Yeung-yeung 美洋洋 | la fille de Mei Lung-kwat la femme de Sung Chi-hung le meilleur ami de Chu Yuk-yuen                                                                 |
| Kate Tsui (jeune)   | Mei Yeung-yeung 美洋洋 | la fille de Mei Lung-kwat la femme de Sung Chi-hung le meilleur ami de Chu Yuk-yuen                                                                 |
| Natalis Chan        | Ha Sek-sam 夏石森      | le président de la société Tim Sam le meilleur ami de Sung Chi-hung et son rival amoureux le poursuivant de Mei Yeung-yeung l'amour de Chu Yuk-yuen |
| Michael Tse (jeune) | Ha Sek-sam 夏石森      | le président de la société Tim Sam le meilleur ami de Sung Chi-hung et son rival amoureux le poursuivant de Mei Yeung-yeung l'amour de Chu Yuk-yuen |
| Eric Tsang          | Angel 天使             | l'ange de deuxième rang l'ange promu au premier rang après avoir aidé Sung Chi-hung                                                                 |

### Autre
| Acteur                     | Rôle                 | Description                                                                 |
| Stanley Fung               |                      |                                                                             |
| Joyce Cheng                | Chu Yuk-yuen 朱玉圓  | la meilleure amie de Mei Yeung-yeung l'amoureuse de Ha Sek-sam              |
| Wong Cho-lam               |                      |                                                                             |
| Benz Hui                   | Mei Lung-kwat 美龍骨 | le père de Mei Yeung-yeung                                                  |
| Anthony Chan               |                      |                                                                             |
| Benette Pang (彭健新)      |                      |                                                                             |
| Danny Yip (葉智強)         |                      |                                                                             |
| Tin Kai-Man                |                      | le cuisinier du salon de thé dans les années 1970                           |
| Alfred Cheung              |                      |                                                                             |
| Daniel Chau (周志康)       |                      | un client du client de thé                                                  |
| Natalie Meng (孟瑤)        | So Pik 蘇碧          |                                                                             |
| Elvina Kong                |                      |                                                                             |
| Evergreen Mak Cheung-ching |                      |                                                                             |
| Jerry Koo (古明華)         |                      | le chef d'équipe du salon de thé dans les années 1970                       |
| Jacqueline Chong           |                      | un chef du salon de thé dans les années 1970                                |
| Lai Lok-yi                 |                      | un chef du salon de thé dans les années 1970                                |
| Pang Wai On (彭懷安)       | Caustic 哥士的       | l’électricien du salon de thé dans les années 1970 le préposé aux toilettes |
| Wong Chi On (王志安)       |                      | le cuisinier du salon de thé dans les années 1970                           |
| Ngo Ka-nin                 | Fadan Wong 花旦王    | le chanteur d'opéra cantonais                                               |
| Samantha Ko                | Cho Cho 楚楚         | l'actrice porno des années 1970 a un fils                                   |
| Lo Fan (魯芬)              |                      | un directeur du salon de thé dans les années 1970                           |
| Lo Fu (路芙)               |                      | un directeur du salon de thé dans les années 1970                           |
| Kayi Cheung                |                      |                                                                             |
| Koni Lui                   |                      |                                                                             |
| 6 Wing (陸永)              |                      |                                                                             |
| English Tang (鄧英敏)      |                      |                                                                             |
| Akina Hong (康華)          |                      |                                                                             |
| Wilson Chin (錢國偉)       |                      |                                                                             |
| David Lo (盧大偉)          |                      |                                                                             |
| Siu Yam-yam                |                      |                                                                             |
| Gill Mohindepaul Singh     |                      |                                                                             |
| Bob Lam (林盛斌)           |                      |                                                                             |
| Ng Wan Po (吳雲甫)         |                      |                                                                             |
| Alan Wan (溫家偉)          |                      |                                                                             |
| Andrew Lam (林敏驄)        |                      |                                                                             |
| Tony Ho (何華超)           |                      |                                                                             |
| Yuen Ching Fung (阮政峰)   |                      |                                                                             |
| Yiu Ping (姚兵)            |                      |                                                                             |
| Yung Kai Nei (翁佳妮)      |                      |                                                                             |
| Terence Siufay             |                      |                                                                             |
| Joe Junior                 |                      |                                                                             |
| Susan Tse                  |                      |                                                                             |
| Celine Ma (馬蹄露)         |                      |                                                                             |
| William Chak               |                      |                                                                             |
| Sammi Cheung (張秀文)      |                      |                                                                             |
| Mixe Lee (李家聰)          |                      |                                                                             |